# ایزدشهر
ایزدشهر از شهرهای استان مازندران در شمال ایران است که در ۷ کیلومتری شرق نور و ۸ کیلومتری غرب محمودآباد واقع شده‌است. این شهر، در بخش مرکزی شهرستان نور در کنار دریای مازندران قرار دارد. مردم ایزدشهر از قومیت طبری هستند و به زبان مازندرانی سخن می‌گویند. جمعیت «ایزدشهر» در سال ۱۳۹۵، برابر با ۷٬۴۳۹ نفر گزارش شده‌است.
این شهر در سال ۱۳۸۴ خورشیدی از ادغام روستاهای بازارسر، ساروج‌محله و امیرآباد کناره از توابع دهستان ناتل کنار، بخش مرکزی شهرستان نور تشکیل شد و نام خود را از شهرک ییلاقی تفریحی ایزدشهر که در سال ۱۳۵۴ توسط شاهپور غلامرضا پهلوی ساخته شده بود گرفت. شهرداری آن نیز در تاریخ ۱۲ بهمن ۱۳۸۴ تأسیس شد.
محلات اصلی شهر، امیرآباد کناره بازارسر و سادات‌محله در قسمت شرقی و ساروج‌محله (سراج‌محله) در قسمت غربی و شرقی است.

## جمعیت
بر اساس سرشماری سال ۱۳۹۵ جمعیت این شهر برابر با ۷٬۴۳۹ نفر جمعیت بوده‌است. مردم ایزدشهر به زبان طبری با گویش کجوری سخن می‌گویند.

## تاریخچه

### وجه تسمیه
ایزدشهر در زبان طبری «ایزده» نامیده می‌شود. ریشه ایزده به‌آبادی کتی‌یا می‌رسد. قدمت کتی‌یا، با توجه به محوطه باستانی موسوم به خشته‌کتی، که در آن از مردم مالیات می‌گرفتند، دستکم به عصر صفوی می‌رسد. کتی‌یا، به‌آبادی‌های مرزنده و سالده از روستاهای چمستان و ایزده محدود می‌شود. به سبب سیلی که شهر تاریخی ناتل و کتی‌یا را از بین برد، آبادی ایزده را بنا نهادند یا به این آبادی مهاجرت کردند. ایزده، امروزی در زبان طبری «اِزده» به معنای ده بزرگ است. در حال حاضر، ایزدشهر به دو قسمت شرقی و غربی مجزا تقسیم می‌شود: بخش شرقی بازارسر و بخش غربی ساروج‌محله نام دارد. بخش میانی را هرکامحله می‌نامند.

### پیشینه
بر اساس برآوردها، آغاز بنای روستای ایزده، به اوایل دوره قاجار می‌رسد. در زمان ناصرالدین شاه این روستا آنقدر بزرگ شده که قابل این باشد که به عنوان تیول به میرزا عبدالله نامی یکی از کارمندان جزء دربار برسد. در یکی از سفرنامه‌های ناصرالدین شاه به‌آبادی عزت ده اشاره‌ای شده‌است.
میرزا ابراهیم، در سال ۱۲۷۵ ه‍.ق در سفرنامه اش می‌نویسد: به رودخانه بزرگ ایزده که در دو طرف آن خانه و آبادی و یک باب حمام دارد رسیدیم.
بجز وی مالکونف روسی در سال ۱۸۵۸ میلادی، ابت انگلیسی در سال ۱۲۵۹ ه‍.ق مکنزی و رابینو نیز در سفرنامه‌های خود از آن یاد کرده‌اند.
مکنزی در سفرنامه خود می‌نویسد: یک فرسنگ بعد از رستمرود به رودخانه گل‌آلود عزت ده رسیدیم… در دوسوی رودخانه دهکده‌ای به همین نام قرار داشت. تقریباً صد خانه در قسمت غربی آن و نزدیک دریا بود. مالیات این دهکده ۸۰۰ تومان است.

### دوران باستان

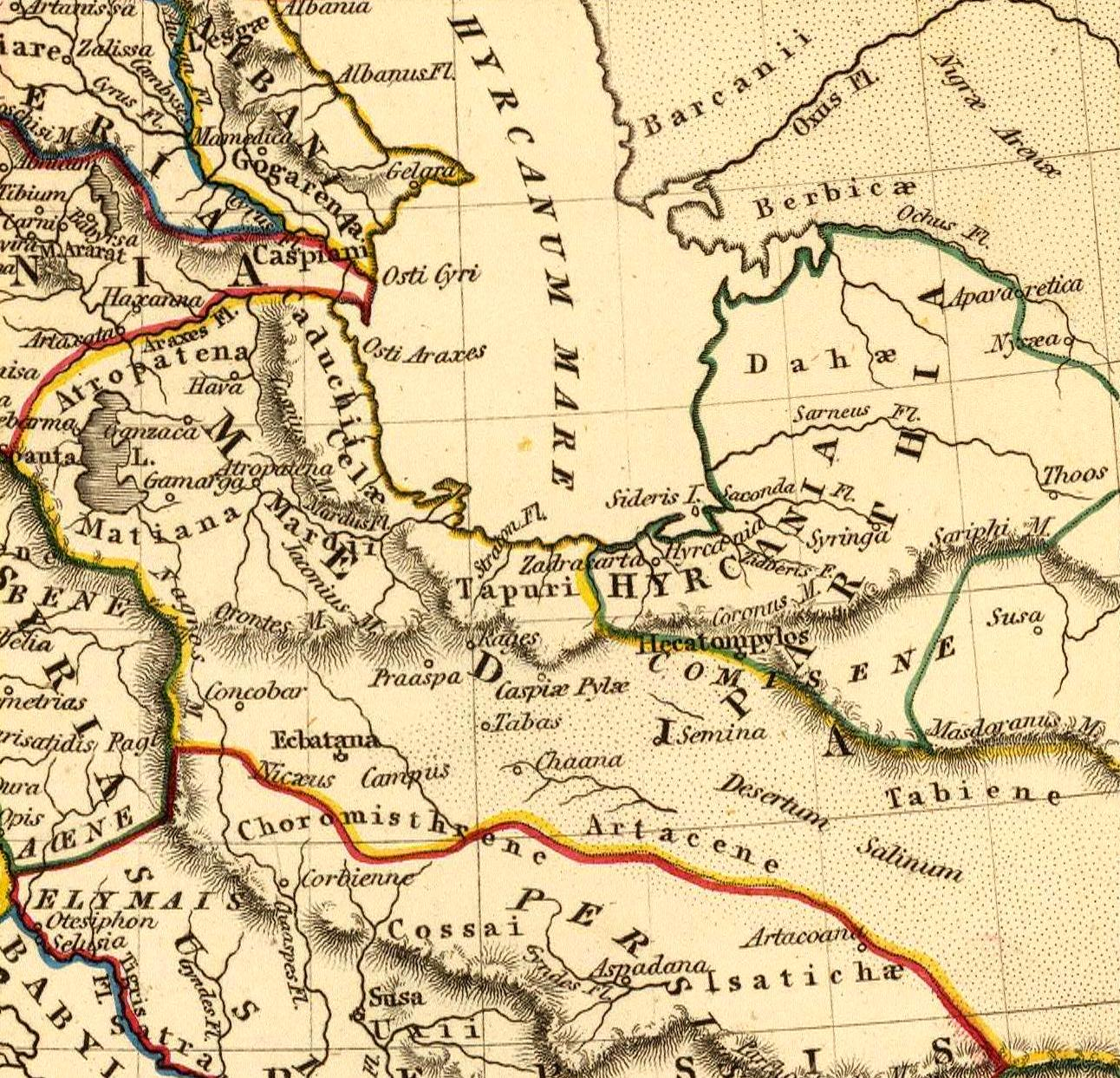
موقعیت تپورها در قرن دوم قبل از میلاد، از شرق سپیدرود تا اسرم هیرکانیا

استان مازندران پیش از اسلام تپورستان (به پهلوی: ) نامیده می‌شد که برگرفته از نام قوم تپوری (به یونانی: Τάπυροι) می‌باشد که پس از اسلام قوم طبری نام گرفتند و سرزمینشان طبرستان نامیده شد.
به اعتقاد مورخان آماردها نخستین سکنه باستانی مازندران بودند و آماردها از آمل تا تنکابن و تپورها از آمل تا گرگان سکونت داشتند. در عصر هخامنشی در کرانه جنوبی دریای مازندران اقوام، تپوری، آمارد، آناریاکه و کادوسی سکونت داشتند. مورخان آماردها را به مردمان داهه و سکایی و پارسی پیوند داده‌اند.
هرودوت از قبیله مارد (mardes) در کنار دائی‌ها (daens)، دروپیک‌ها (dropiques)، و ساگارتی‌ها (sagarties) به عنوان پارس‌های کوچنشین و صحراگرد یاد کرده‌است. پلینیوس مورخ یونانی محل آماردها را قسمت شرقی مارگانیا شناسایی کرده‌است. استرابون(۶۳ ق. م) قوم آمارد را در کنار اقوام تپوری، کادوسی و کرتی به عنوان اقوام کوهستان نشین شمال کشور یاد می‌کند. استرابو می‌نویسد: تمام مناطق این کشور به استثنای بخشی به سمت شمال که کوهستانی و ناهموار و سرد است و محل زندگی کوهنشینانی به نام کادوسی (Cadusii) و آماردی (Amardi) و تپوری (Tapyri) و کرتی (Cyrtii) و سایر مردمان دیگراست، حاصلخیز است.
به گفته واسیلی بارتلد تپوری‌ها در قسمت جنوب شرقی ولایت سکونت داشتند و در قید اطاعت هخامنشیان درآمده بودند و آماردها مغلوب اسکندر مقدونی و بعد مغلوب اشکانیان شدند و اشکانیان در قرن دوم ق. م. آنها را در حوالی ری سکونت دادند و اراضی سابق آماردها به تپوری‌ها اهدا شد و بطلمیوس در شرح دیلم یعنی قسمت شرقی گیلان در ساحل بحر خزر در آن زمان از تپوری‌ها نام می‌برد.به گفته یحیی ذکا در «کاروند کسروی» آورده‌است: آماردان یا ماردان، در زمان لشکر کشی اسکندر مقدونی به ایران، این تیره در مازندران نشیمن می‌داشتند و آن هنگام هنوز قبایل تپوران به آنجا نیامده بودند. به گفته مجتبی مینوی قوم آمارد و قوم تپوری در سرزمین مازندران می‌زیستند و تپوری‌ها در ناحیه کوهستانی مازندران و آماردها در ناحیه جلگه‌ای مازندران سکونت داشتند. در سال ۱۷۶ ق. م فرهاد اول اشکانی قوم آمارد را به ناحیه خوار کوچاند و تپوری‌ها تمام ناحیه مازندران را فرو گرفتند و تمام ولایت به اسم ایشان تپورستان نامیده شد.

## نقاط دیدنی
- حمام‌های قدیمی میرزا آقا خانی
- بنای امامزاده قاسم
- عمارت شاه غازی
- مجتمع تجاری دیدی
- مجتمع تجاری اکسین
- موزه گالری دیدی
- شهرک‌ها و مجموعه‌های مسکونی ایزدشهر، شهرک مدرن تخت طاووس، آرام‌شهر، آکام‌شهر، شهرک بهار نارنج، شهرک پزشکان، شهرک توسکا، شهرک زیباشهر، دلکده، شهرک امیرآباد، آبی‌کنار، آینده‌ساز، کاج‌محل، باران، تمشک، گلناز و بهاران
- قبرستان شهر آقا، امزاده قاسم، آب‌بندانهای ایزده و امیرآباد، پارک چنگلی ایزدشهر، جاده ایزدشهر به چمستان و ساحل زیبای دریا

## هتل‌ها و رستوران‌ها
هتل‌ها و رستوران‌های منطقه و پیرامون:
- هتل ساحلی شهر
- هتل نارنجستان
- هتل مروارید خزر
- متل دریای نور
- متل ناتل‌کنار
- مجتمع اقامتی رویال
- رستوران گردون نارنجستان
- رستوران دریای نور
- رستوران شالیزار
- رستوران آسو
- رستوران آلاچیق
- اکبر جوجه ایزدشهر
- فست فود باگت
- برگر ذغالی بادوک
- کافه و رستوران کارا
- زغالی برگر